# Ōdai
Ōdai (大台町?) è una cittadina giapponese della prefettura di Mie.